# Sweet People
Chansons représentant l'Ukraine au Concours Eurovision de la chanson
Be My Valentine! (Anti-Crisis Girl)
(2009) Angel
(2011)
Sweet People (en français Gentils gens) est la chanson représentant l'Ukraine au Concours Eurovision de la chanson 2010. Elle est interprétée par Alyosha.

## Eurovision
En décembre 2009, la NTU, le diffuseur ukrainien, annonce que Vasyl Lazarovitch est sélectionné pour représenter l'Ukraine au Concours Eurovision de la chanson 2010. Une émission le 6 mars 2010 sélectionne la chanson I Love You.
En raison de plaintes concernant la sélection interne de Lazarovitch, à la suite du changement de gouvernement en Ukraine et de la démission du directeur de la télévision publique NTU, une nouvelle finale nationale est organisée le samedi 20 mars 2010, deux jours avant la date limite d'inscription des chansons pour l'Eurovision. 67 interprètes sont entendus par le jury national, 20 sont retenus pour participer à l'émission de sélection. Alyosha, après avoir terminé ex æquo avec Masha Subko, est choisie par le jury pour représenter l'Ukraine.
Mais un jour avant la date limite, on découvre que sa chanson To Be Free est disponible à la vente depuis 2008. De même, il pourrait s'agir d'un plagiat d'une chanson de Linda Perry et Grace Slick, Knock me out. Finalement, le jury choisit entre trois chansons écrites par Alyosha Sweet People. Mais la date butoir du 22 mars 2010, fixée par l’UER pour la sélection des chansons, fut dépassée. La télévision publique ukrainienne se voit infliger une amende par le Groupe de Référence de l’Union.
Un clip vidéo est tourné dans la ville abandonnée de Pripyat, en Ukraine, du 19 au 21 avril 2010. Le lieu illustre parfaitement le thème de la chanson, l'écologie. Il est présenté sur le site du Concours le 10 mai 2010.
Sweet People est d'abord lors de la deuxième demi-finale le jeudi 27 mai 2010. La chanson est la huitième de la soirée, suivant Drip Drop interprétée par Safura pour l'Azerbaïdjan et précédant Ik ben verliefd (Sha-la-lie) interprétée par Sieneke pour les Pays-Bas.
La chanson obtient 77 points et finit septième des dix-sept participants. Elle fait partie des dix chansons sélectionnées pour la finale le samedi 29 mai 2010.
La chanson est la dix-septième de la soirée, suivant Je ne sais quoi interprétée par Hera Björk pour l'Islande et précédant Allez ola olé interprétée par Jessy Matador pour la France.
Lors des représentations de l'Eurovision, Alyosha est seule sur scène, sans choristes, comme prévu. Au début, elle porte un manteau en cuir noir à capuche dont elle se débarrasse avec un ventilateur.
La chanson obtient 108 points et finit dixième des vingt-cinq participants.

### Points attribués à l'Ukraine lors de la seconde demi-finale
| 12 points  | 10 points            | 8 points             | 7 points                                    | 6 points                      |
| ---------- | -------------------- | -------------------- | ------------------------------------------- | ----------------------------- |
|            | - Arménie - Lituanie | - Azerbaïdjan        | - Géorgie                                   | - Bulgarie - Croatie - Chypre |
| 5 points   | 4 points             | 3 points             | 2 points                                    | 1 point                       |
| - Roumanie | - Norvège            | - Danemark - Turquie | - Irlande - Israël - Pays-Bas - Royaume-Uni | - Slovénie                    |

### Points attribués à l'Ukraine lors de la finale
| 12 points                | 10 points                   | 8 points             | 7 points                                                     | 6 points            |
| ------------------------ | --------------------------- | -------------------- | ------------------------------------------------------------ | ------------------- |
|                          | - Azerbaïdjan - Biélorussie | - Arménie - Moldavie | - Bulgarie - Géorgie - Lettonie - Pays-Bas - Russie - Serbie | - Chypre - Lituanie |
| 5 points                 | 4 points                    | 3 points             | 2 points                                                     | 1 point             |
| - Roumanie - Royaume-Uni |                             | - Pologne            | - France - Israël                                            | - Turquie           |

## Classement
| Classement (2010)            | Meilleure position |
| ---------------------------- | ------------------ |
| Suisse (Schweizer Hitparade) | 73                 |